# Adjö, de Gaulle
Adjö, de Gaulle (fransk titel: Adieu de Gaulle, adieu) är en fransk film från 2009, regisserad av Laurent Herbiet. Den spelades in 2008 och sändes för första gången den 20 april 2009. Den utspelar sig i Paris under majrevolten 1968, och centrerar sig kring presidenten Charles de Gaulle som ju längre majrevolten pågår befinner sig i en allt mer pressad situation. När kulmen nås avreser han till okänd destination – Baden-Baden – för att skapa oro i Frankrike, för att sedan kunna återvända och lugna ner folket.

## Skådespelare
- Pierre Vernier : Charles de Gaulle
- Didier Bezace : Georges Pompidou
- Frédéric Pierrot : François Flohic
- Guillaume Gallienne : Bernard Tricot
- Catherine Arditi : Yvonne de Gaulle
- Gérald Laroche : Michel Jobert
- Eric Caravaca : Alain Peyrefitte
- Arnaud Ducret : Jacques Chirac
- Maxime Leroux : Christian Fouchet
- Jean-Marie Winling : Jacques Foccart
- Delphine Rich : Claude Pompidou
- Serge Riaboukine : Jacques Massu
- Georges Siatidis : Philippe de Gaulle
- Isabelle Tanakil : Suzanne Massu
- Franck Pitiot : general Mathon
- Paul Crauchet : den äldre trädgårdsmästaren